# All the Time
"All the Time" é uma canção da cantora sueca Zara Larsson. O seu lançamento ocorreu em 21 de junho de 2019, através da TEN Music Group e Epic Records. A canção foi co-escrita por Larsson, ao lado de Noonie Bao e Ilsey Juber, com a produção de Linus Wiklund.

## Fundo
A imprensa notou que a música apresenta "a entrega dinâmica de Zara em cima de sintetizadores animados e estalos de dedo, enquanto versos brilhantes dão lugar a um refrão guiado por guitarra". Mike Wass do Idolator descreveu a canção como um "retrocesso ao puro pop despreocupado de 'Lush Life' - embora com um lado de coração partido".

## Promoção
Larsson cantou a música durante sua setlist no Big Weekend 2019 da Radio 1 no domingo, 26 de maio.
Larsson anunciou o lançamento da música nas redes sociais em 14 de junho, no mesmo dia em que sua colaboração com a boy band sul-coreana BTS, "A Brand New Day ", foi lançada.

## Videoclipe
Um videoclipe de "All the Time" foi lançado para promover o single. Ele apresenta três personagens showgirl retratados por Larsson dançando contra um pano de fundo de néon e fitas metálicas rosa.

## Remixes
Don Diablo lançou um futuro remix de house da faixa em 5 de julho de 2019. A faixa foi lançada no canal de Don Diablo e de Zara Larsson no YouTube.

## Histórico de lançamento
| Região         | Data                | Formato                    | Gravadora | Ref.  |
| -------------- | ------------------- | -------------------------- | --------- | ----- |
| Mundo          | 21 de Junho de 2018 | Download digital streaming | TEN Epic  | [ 7 ] |
| Estados Unidos | 25 de Junho de 2019 | Rádios mainstream          | Epic      | [ 8 ] |